# 210350 Mariolisa
210350 Mariolisa este un asteroid din centura principală de asteroizi.

## Descriere
210350 Mariolisa este un asteroid din centura principală de asteroizi. A fost descoperit pe 22 octombrie 2007 la Skylive de Fabrizio Tozzi. Asteroidul prezintă o orbită caracterizată de o semiaxă mare de 2,64 ua, o excentricitate de 0,15 și o înclinație de 12,4° în raport cu ecliptica.